# Schmierröhrlinge
Die Schmierröhrlinge (Suillus) sind eine Pilzgattung aus der Familie der Schmierröhrlingsverwandten.
Die Typusart ist der Butter-Röhrling (Suillus luteus).

## Merkmale
Die Schmierröhrlinge sind mittelgroße, weichfleischige Hutpilze, deren Hymenophor als Röhren ausgebildet ist. Die Huthaut wird zumindest im Alter bei den meisten Arten schmierig bis schleimig, kann aber auch filzig sein. Der trockene, bei manchen Arten schleimige, Stiel kann einen von einem Velum partiale gebildeten Ring oder Drüsenpünktchen besitzen, die beiden Merkmale können auch gemeinsam vorkommen. Der Stiel ist in der Regel voll. Die Röhrenschicht kann gelb, olivfarben oder hellorange gefärbt sein, häufig gibt es ausgeprägte Grautöne, die Größe der Poren ist variabel.

## Ökologie
Die Schmierröhrlinge sind Mykorrhiza-Bildner, die mit Nadelbäumen vergesellschaftet sind, dabei sind sie häufig eng an eine Baumart gebunden. Einige Arten wie zum Beispiel der Douglasien-Röhrling (S. lakei) wurden mit ihren Wirtsbäumen in Gebiete verschleppt, in denen sie ursprünglich nicht vorkamen.

## Arten

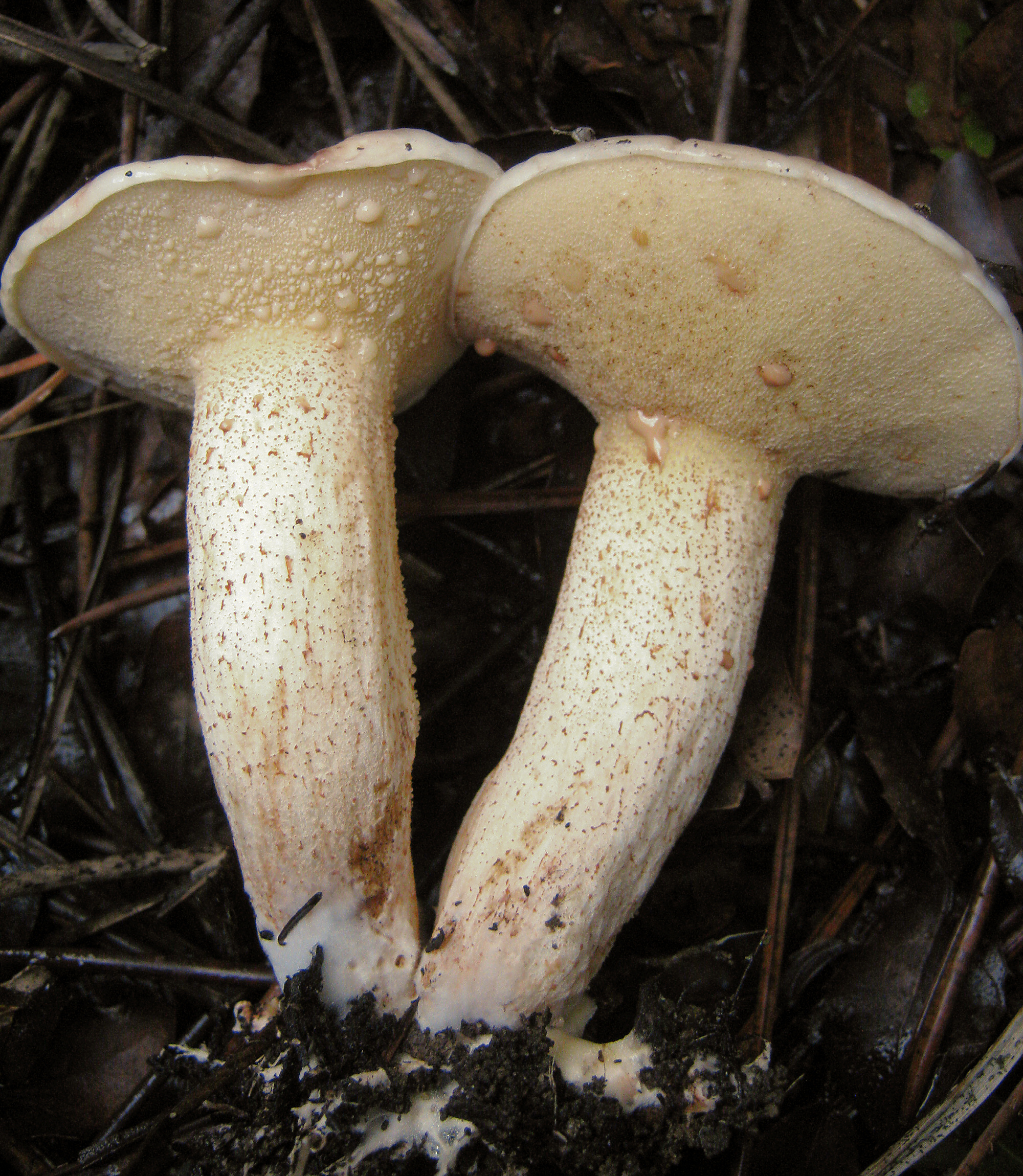
Kleinsporiger Kiefern-Röhrling Suillus bellinii
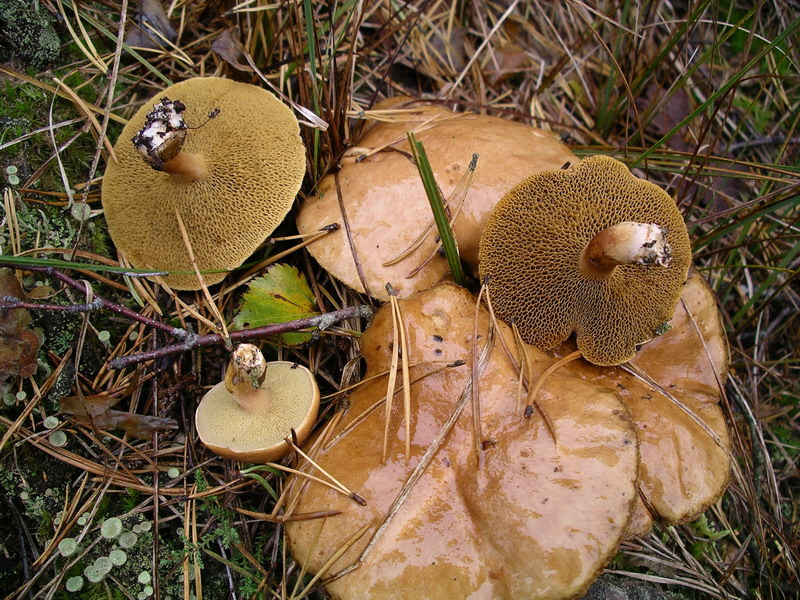
Kuh-Röhrling Suillus bovinus
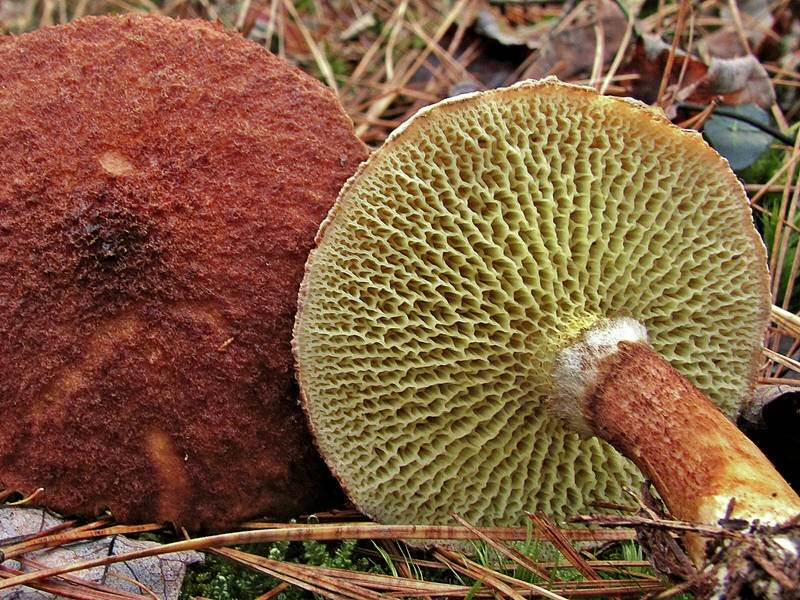
Hohlfuß-Röhrling Suillus cavipes
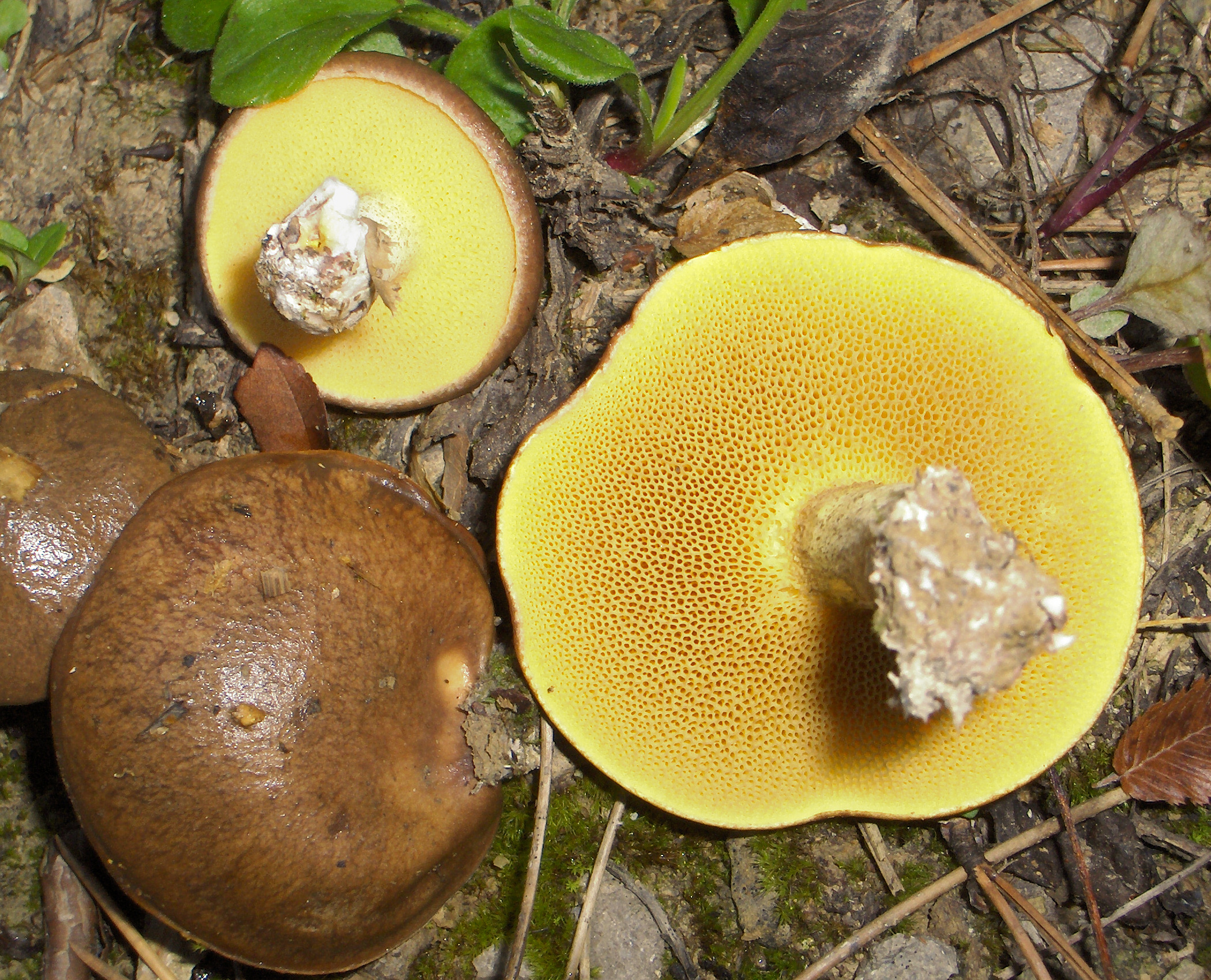
Ringloser Butterpilz Suillus collinitus
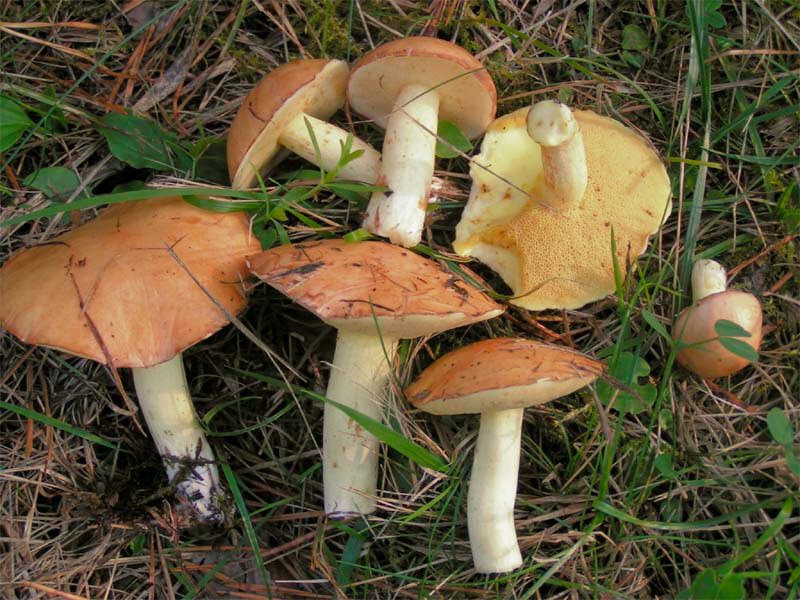
Körnchen-Röhrling Suillus granulatus
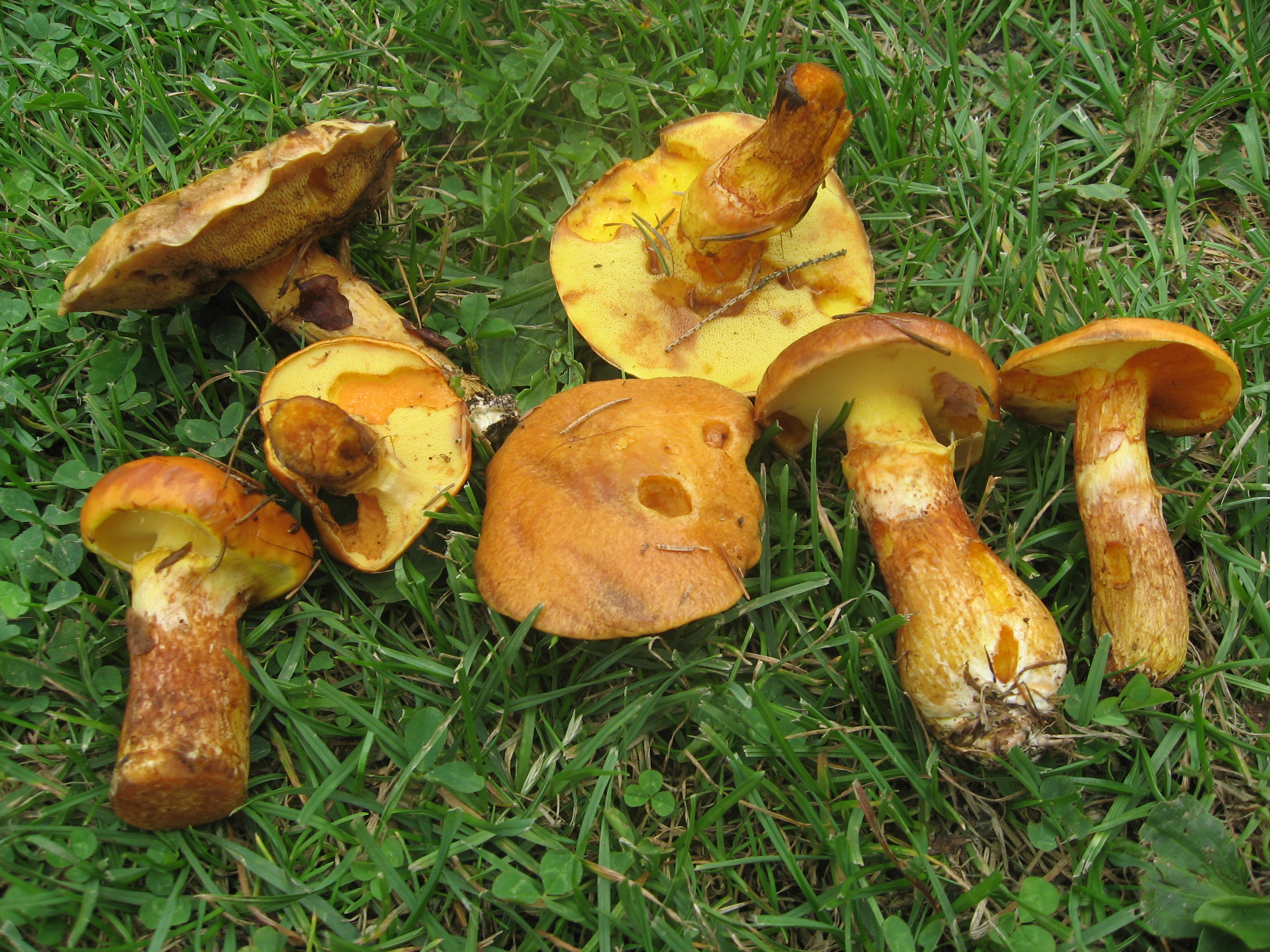
Gold-Röhrling Suillus grevillei
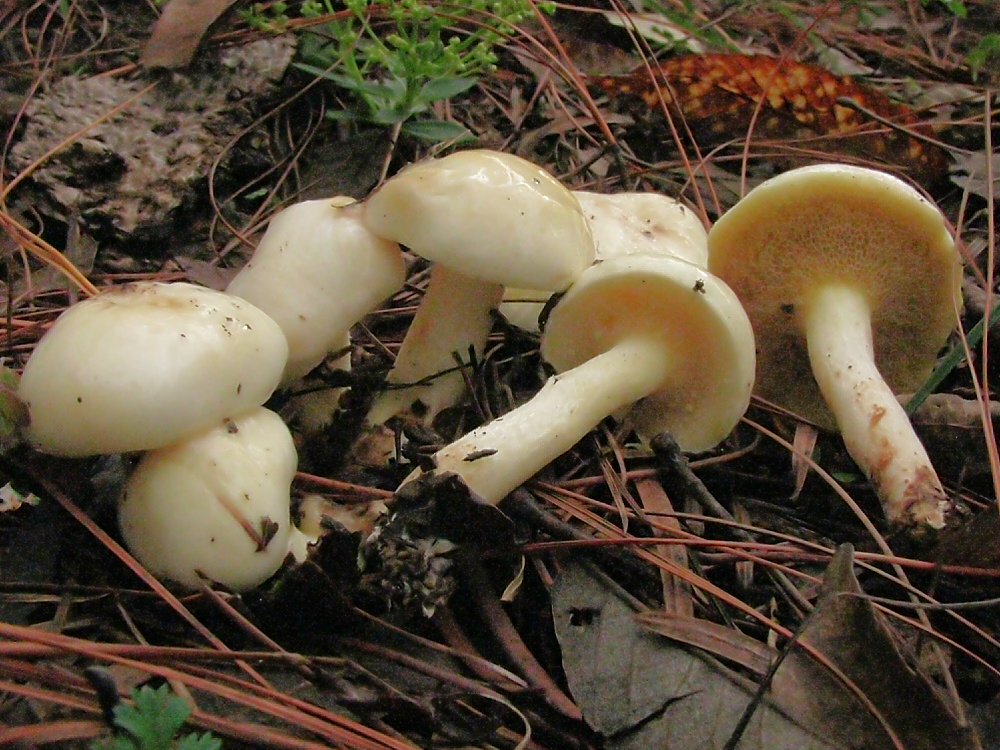
Elfenbein-Röhrling Suillus placidus
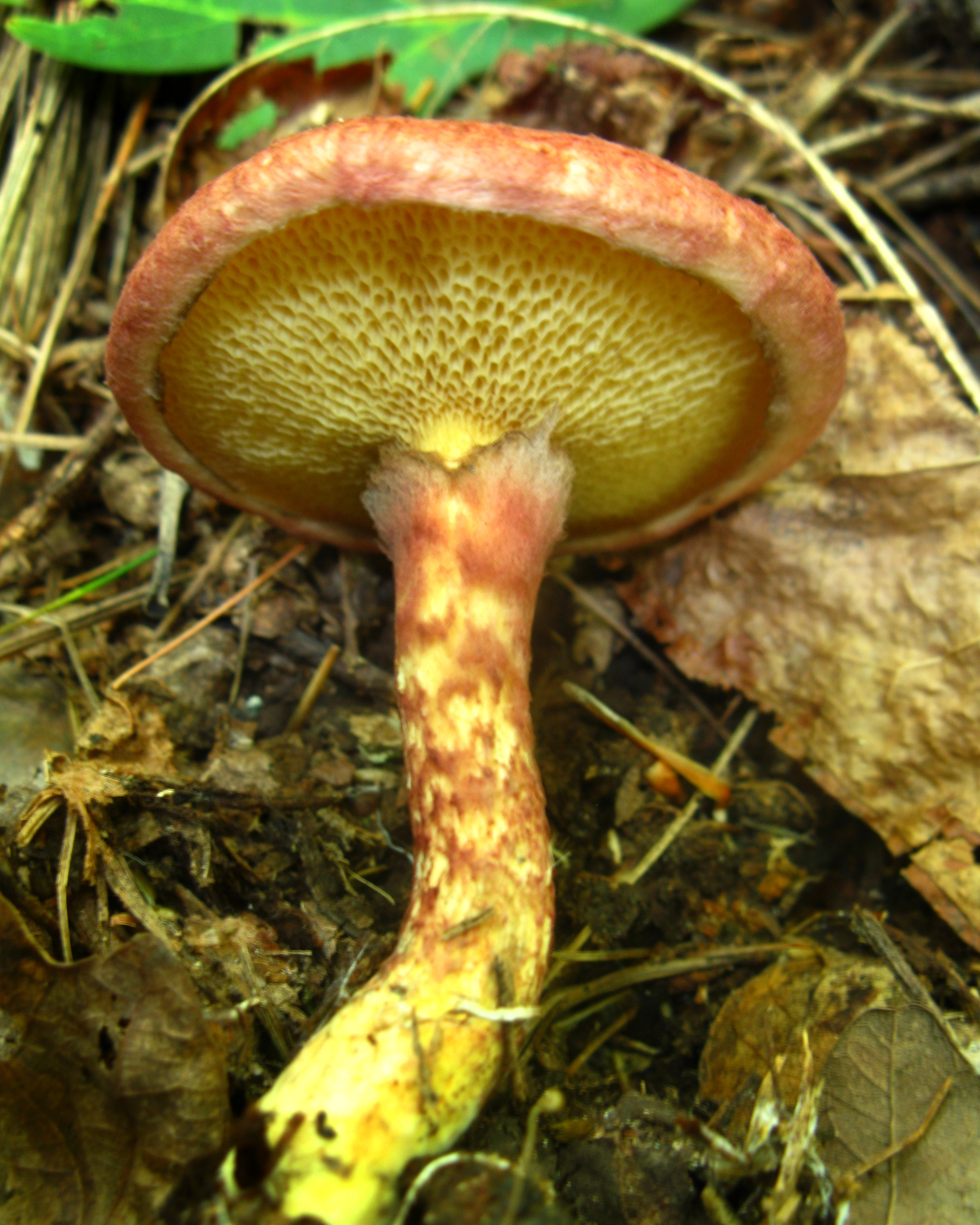
Weinroter Schuppen-Röhrling Suillus spraguei
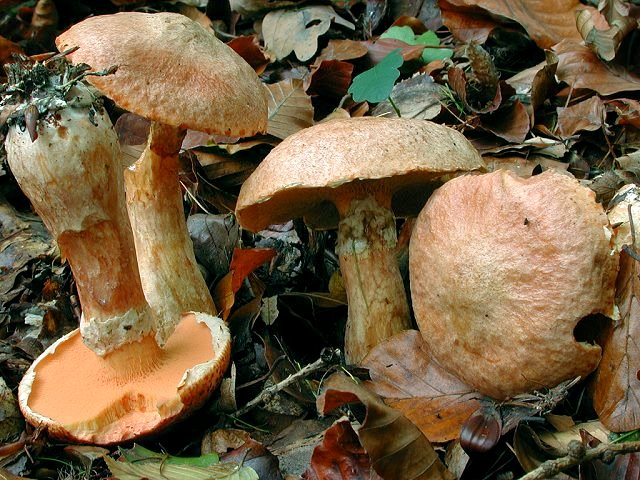
Rostroter Lärchen-Röhrling Suillus tridentinus
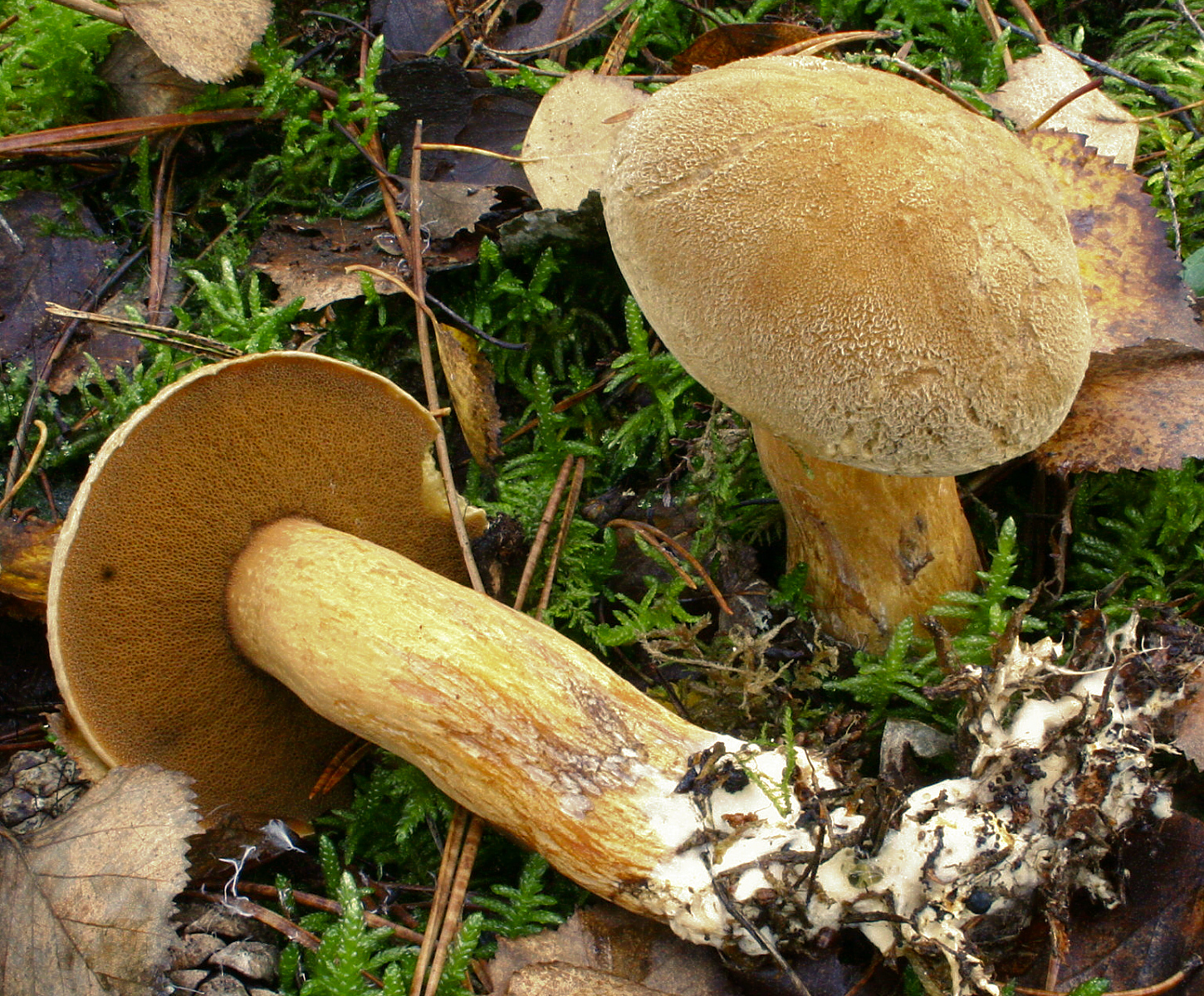
Sand-Röhrling Suillus variegatus
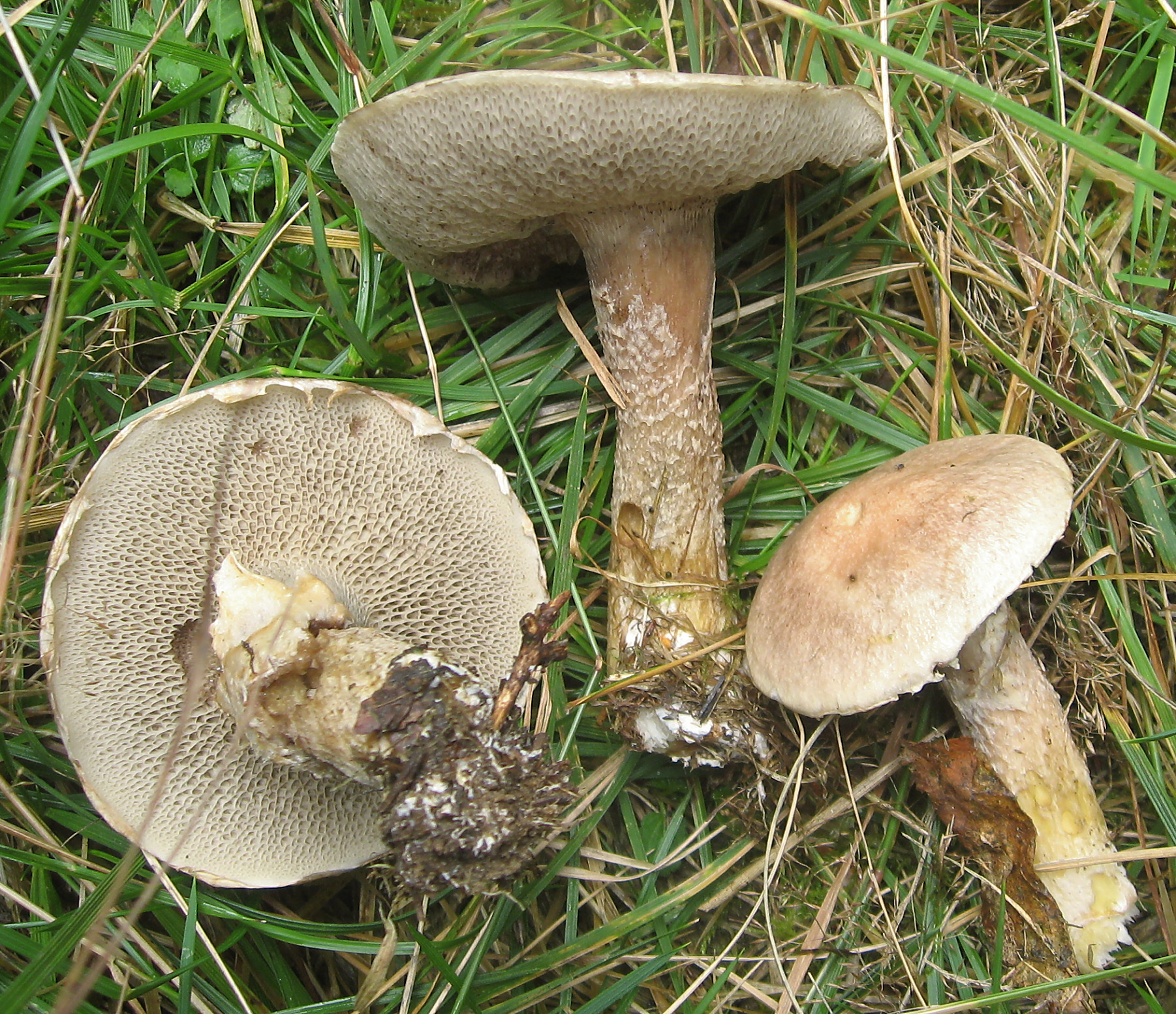
Grauer Lärchen-Röhrling Suillus viscidus

Die Gattung umfasst weltweit etwa 50 Arten. In Europa kommen 36 Taxa vor bzw. sind dort zu erwarten.
| Schmierröhrlinge (Suillus) in Europa |                                                     |                                              |
| \| Deutscher Name \| Wissenschaftlicher Name \| Autorenzitat \| \| -------------------------------- \| --------------------------------------------------- \| -------------------------------------------- \| \| \| Suillus abietinus \| Pantidou & Watling 1970 \| \| \| Suillus alboflocculosus \| Watling & Pantidou 1970 \| \| \| Suillus alkaliaurantians \| Pantidou & Watling 1970 \| \| Asiatischer Schuppen-Röhrling \| Suillus asiaticus \| (Singer 1938) Kretzer & T.D. Bruns 1996 \| \| Kleinsporiger Kiefern-Röhrling \| Suillus bellinii \| (Inzenga 1869) Watling 1967 \| \| \| Suillus bellinii f. luteus \| Pérez-de-Gregorio 1995 \| \| Falscher Kuh-Röhrling \| Suillus bovinoides \| (J. Blum 1969) Bon 1990 \| \| Kuh-Röhrling \| Suillus bovinus \| (Linnaeus 1753 : Fries 1821) Roussel 1796 \| \| Gelbfleischiger Lärchen-Röhrling \| Suillus bresadolae \| (Quélet 1881) Gerhold 1985 \| \| Graugelber Lärchen-Röhrling \| Suillus bresadolae var. flavogriseus \| Cazzoli & Consiglio 1996 \| \| Hohlfuß-Röhrling \| Suillus cavipes \| (Opatowski 1836) A.H. Smith & Thiers 1964 \| \| Gelber Hohlfuß-Röhrling \| Suillus cavipes f. aureus \| (Rolland 1888) comb. prov. \| \| Braunhütiger Gold-Röhrling \| Suillus clintonianus \| (Peck 1872) Kuntze 1898 \| \| Ringloser Butterpilz \| Suillus collinitus \| Huijsman 1969 \| \| Gestiefelter Röhrling \| Suillus cothurnatus \| Singer 1945 \| \| Moor-Röhrling \| Suillus flavidus \| (Fries 1815 : Fries 1821) J. Presl 1846 \| \| Körnchen-Röhrling \| Suillus granulatus \| (Linnaeus 1753 : Fries 1821) Roussel 1796 \| \| \| Suillus granulatus f. marchandii \| G. Moreno & Heykoop 1994 \| \| Gold-Röhrling \| Suillus grevillei \| (Klotzsch 1832 : Fries 1832) Singer 1945 \| \| Weißer Röhrling \| Suillus hololeucus \| Pantidou 1964 \| \| Douglasien-Röhrling \| Suillus lakei \| (Murrill 1912) A.H. Smith & Thiers 1964 \| \| \| Suillus lakei var. calabrus \| Lavorato 2000 \| \| Lieblicher Röhrling \| Suillus lakei var. landkammeri \| (Pilát & Svrček 1949) H. Engel & Klofac 1996 \| \| Butterpilz oder Butter-Röhrling \| Suillus luteus \| (Linnaeus 1753 : Fries 1821) Roussel 1796 \| \| Mediterraner Röhrling \| Suillus mediterraneensis \| (Jacquetant & J. Blum 1969) Redeuilh 1992 \| \| \| Suillus moseri \| Klofac 2023 \| \| \| Suillus obscurus \| Pantidou & Watling 1970 \| \| Elfenbein-Röhrling \| Suillus placidus \| (Bonorden 1861) Singer 1945 \| \| Zirben-Röhrling \| Suillus plorans \| (Rolland 1889) Kuntze 1898 \| \| Rosaporiger Röhrling \| Suillus roseoporus \| (Smotlacha 1934) Pilát & Dermek 1974 \| \| \| Suillus roseovelatus \| Pantidou & Watling 1970 \| \| Beringter Zirben-Röhrling \| Suillus sibiricus subsp. helveticus \| Singer 1949 \| \| Ansehnlicher Röhrling \| Suillus spectabilis (beschrieben als „spectabelis“) \| (Peck 1872) Kuntze 1898 \| \| Weinroter Schuppen-Röhrling \| Suillus spraguei \| (Berkeley & M.A. Curtis 1872) Kuntze 1898 \| \| Rostroter Lärchen-Röhrling \| Suillus tridentinus \| (Bresadola 1881) Singer 1945 \| \| Sand-Röhrling \| Suillus variegatus \| (Swartz 1810 : Fries 1821) Kuntze 1898 \| \| Grauer Lärchen-Röhrling \| Suillus viscidus \| (Linnaeus 1753) Roussel 1796 \| |                                                     |                                              |
| Deutscher Name | Wissenschaftlicher Name                             | Autorenzitat                                 |
| | Suillus abietinus                                   | Pantidou & Watling 1970                      |
| | Suillus alboflocculosus                             | Watling & Pantidou 1970                      |
| | Suillus alkaliaurantians                            | Pantidou & Watling 1970                      |
| Asiatischer Schuppen-Röhrling | Suillus asiaticus                                   | (Singer 1938) Kretzer & T.D. Bruns 1996      |
| Kleinsporiger Kiefern-Röhrling | Suillus bellinii                                    | (Inzenga 1869) Watling 1967                  |
| | Suillus bellinii f. luteus                          | Pérez-de-Gregorio 1995                       |
| Falscher Kuh-Röhrling | Suillus bovinoides                                  | (J. Blum 1969) Bon 1990                      |
| Kuh-Röhrling | Suillus bovinus                                     | (Linnaeus 1753 : Fries 1821) Roussel 1796    |
| Gelbfleischiger Lärchen-Röhrling | Suillus bresadolae                                  | (Quélet 1881) Gerhold 1985                   |
| Graugelber Lärchen-Röhrling | Suillus bresadolae var. flavogriseus                | Cazzoli & Consiglio 1996                     |
| Hohlfuß-Röhrling | Suillus cavipes                                     | (Opatowski 1836) A.H. Smith & Thiers 1964    |
| Gelber Hohlfuß-Röhrling | Suillus cavipes f. aureus                           | (Rolland 1888) comb. prov.                   |
| Braunhütiger Gold-Röhrling | Suillus clintonianus                                | (Peck 1872) Kuntze 1898                      |
| Ringloser Butterpilz | Suillus collinitus                                  | Huijsman 1969                                |
| Gestiefelter Röhrling | Suillus cothurnatus                                 | Singer 1945                                  |
| Moor-Röhrling | Suillus flavidus                                    | (Fries 1815 : Fries 1821) J. Presl 1846      |
| Körnchen-Röhrling | Suillus granulatus                                  | (Linnaeus 1753 : Fries 1821) Roussel 1796    |
| | Suillus granulatus f. marchandii                    | G. Moreno & Heykoop 1994                     |
| Gold-Röhrling | Suillus grevillei                                   | (Klotzsch 1832 : Fries 1832) Singer 1945     |
| Weißer Röhrling | Suillus hololeucus                                  | Pantidou 1964                                |
| Douglasien-Röhrling | Suillus lakei                                       | (Murrill 1912) A.H. Smith & Thiers 1964      |
| | Suillus lakei var. calabrus                         | Lavorato 2000                                |
| Lieblicher Röhrling | Suillus lakei var. landkammeri                      | (Pilát & Svrček 1949) H. Engel & Klofac 1996 |
| Butterpilz oder Butter-Röhrling | Suillus luteus                                      | (Linnaeus 1753 : Fries 1821) Roussel 1796    |
| Mediterraner Röhrling | Suillus mediterraneensis                            | (Jacquetant & J. Blum 1969) Redeuilh 1992    |
| | Suillus moseri                                      | Klofac 2023                                  |
| | Suillus obscurus                                    | Pantidou & Watling 1970                      |
| Elfenbein-Röhrling | Suillus placidus                                    | (Bonorden 1861) Singer 1945                  |
| Zirben-Röhrling | Suillus plorans                                     | (Rolland 1889) Kuntze 1898                   |
| Rosaporiger Röhrling | Suillus roseoporus                                  | (Smotlacha 1934) Pilát & Dermek 1974         |
| | Suillus roseovelatus                                | Pantidou & Watling 1970                      |
| Beringter Zirben-Röhrling | Suillus sibiricus subsp. helveticus                 | Singer 1949                                  |
| Ansehnlicher Röhrling | Suillus spectabilis (beschrieben als „spectabelis“) | (Peck 1872) Kuntze 1898                      |
| Weinroter Schuppen-Röhrling | Suillus spraguei                                    | (Berkeley & M.A. Curtis 1872) Kuntze 1898    |
| Rostroter Lärchen-Röhrling | Suillus tridentinus                                 | (Bresadola 1881) Singer 1945                 |
| Sand-Röhrling | Suillus variegatus                                  | (Swartz 1810 : Fries 1821) Kuntze 1898       |
| Grauer Lärchen-Röhrling | Suillus viscidus                                    | (Linnaeus 1753) Roussel 1796                 |

- Kleinsporiger Kiefern-Röhrling
Suillus bellinii
- Kuh-Röhrling
Suillus bovinus
- Hohlfuß-Röhrling
Suillus cavipes
- Ringloser Butterpilz
Suillus collinitus
- Körnchen-Röhrling
Suillus granulatus
- Gold-Röhrling
Suillus grevillei
- Elfenbein-Röhrling
Suillus placidus
- Weinroter Schuppen-Röhrling
Suillus spraguei
- Rostroter Lärchen-Röhrling
Suillus tridentinus
- Sand-Röhrling
Suillus variegatus
- Grauer Lärchen-Röhrling
Suillus viscidus

## Bedeutung
Einige Arten der Schmierröhrlinge sind beliebte Speisepilze.